# Joseph Isenschmid
Joseph Isenschmid, o Jabob Isenschmid (según lo mencionan algunas fuentes), bautizado por los periódicos de su época con  el seudónimo “El charcutero loco”, fue un comerciante en piezas cárnicas de origen suizo que terminó recluido de por vida en un hospital psiquiátrico británico desde septiembre del año 1888. Constituyó uno de los sospechosos contemporáneos a la identidad del jamás desenmascarado ejecutor conocido por el alias Jack the Ripper. Finalmente Scotland Yard descartó que se tratase del responsable, en virtud de que, mientras permaneció privado de su libertad, continuaron sumándose crímenes  atribuidos a ese victimario.

## La teoría del asesino demente
Al sucederse los asesinatos del otoño de 1888 en el este de Londres, y tras comprobarse la ineficiencia de las autoridades en la captura del responsable, la prensa y la gente común dieron pábulo a muy variadas hipótesis. Una de las teorías más en boga sostenía que un desequilibrado psíquico devenía autor de aquellos sangrientos homicidios con mutilación.
La policía de entonces, al igual que la opinión pública, se mostró reacia a aceptar que monstruosidades de tal calibre pudiesen haber sido consumadas por una persona que gozara de su sano juicio. Por cierto que no podría tratarse de un individuo culto e inteligente, sino más bien de un bruto ignorante. Mejor aún: un pelafustán afectado por enfermedades venéreas o alcoholismo que se precipitaba rumbo al desquicio cerebral.
Cualquiera fuera el motivo, el mal no radicaba en la naturaleza de los hombres, sino en la lamentable insania con que la vida había castigado a algunos desventurados. De paso, la xenofobia, que en tiempos de pánico se dispara, indujo a los ciudadanos a creer que en ningún caso un inglés pudiera ser el culpable.
Por tanto, en el imaginario colectivo, solo un demente –que además fuera de origen extranjero– representaba el candidato perfecto para ser el asesino de las prostitutas.
Repasando los hechos registrados, varios enajenados mentales fueron sindicados como responsables de inferir los crímenes. En tal contexto fue cuando tuvo lugar el arresto, la internación, y la consiguiente sospecha de culpa, que recayó sobre el infortunado Joseph Isenschmid.

## Los hechos que vincularon a Joseph Isenschmid con el caso delDestripador
El 13 de septiembre de 1888, la policía londinense detuvo a un hombre en su domicilio del número sesenta de Milford Road, barrio de Holloway (este de Londres). El arrestado se desempeñaba de charcutero; o sea, vendedor de piezas cárnicas de vacunos y ovinos, sazonadas para su uso en frigoríficos.
Un par de días atrás, el 11 de septiembre, dos médicos de Whitechapel lo habían denunciado a causa de sus hábitos extraños, sugiriendo que podría tratarse del matador múltiple que entonces operaba en la región. En la primera tentativa de detención la policía se personó en su casa. Los agentes fueron atendidos por la cónyuge de Joseph Isenschmid, ya que en ese momento el requerido no se hallaba presente.  
Más contundente aún que la denuncia de los médicos resultarían las declaraciones de la propia esposa del sospechoso. La mujer alegó que desde dos meses atrás su marido había abandonado el hogar conyugal, y únicamente regresaba en forma esporádica sin darle previo aviso. Resaltó que aquel poseía un carácter violento e ingobernable, y solía portar encima grandes y afilados cuchillos –aún en los momentos en que la práctica de su oficio no se lo requería– También contó que le tenía miedo, pues el sujeto había amenazado con matarla.
Aparentemente el charcutero observó una conducta normal hasta el anterior año de 1887, cuando el fracaso de su negocio de venta de piezas cárnicas lo hundió en una grave depresión. Ya al año siguiente, de ese estado de abulia pasaría a la agresividad, cometiendo ataques leves contra mujeres de la zona.
Se supo que el indagado había sido sometido a una prolongada internación en un hospicio, porque padecía severos trastornos psiquiátricos. Una nueva revisión médica constató su total desquicio, y los forenses examinantes lo diagnosticaron demente peligroso. Tras darse cuenta a las autoridades, la justicia ordenó su encierro por enajenación mental, siendo derivado al hospital de Fairfield Road, Bow.
No bien su detención llegó a oídos de la prensa, se propaló la versión de que, sin duda alguna, el recluido era el feroz criminal, y que las salvajes mutilaciones infligidas a los cadáveres se debían a sus desórdenes mentales.
Con titulares sensacionalistas los periódicos informaron sobre la aprehensión del delincuente al cual por esas fechas se designaba “Asesino de Whitechapel”, y se aseguró que el ultimador de las meretrices no era otro más que el “Charcutero loco”.
Sin embargo, la falsedad de tales acusaciones muy pronto quedaría al descubierto, dado que el sospechoso se encontraba preso cuando acaecieron los homicidios de Elizabeth Stride y Catherine Eddowes, en la madrugada del 30 de septiembre de 1888; entonces fue descartado definitivamente como posible asesino de las prostitutas.